# Кронштейн

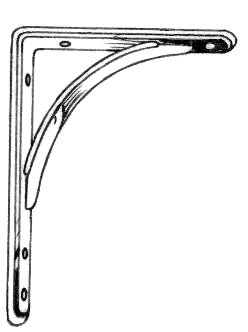
Кронштейн

Кронште́йн (нім. Kragstein — крагштайн), або кремпіль — Горизонтальна підпора для деталі, механізму, пристрою, прикріплена до вертикальної площини (Словник української мови у 20 томах). Те саме, що французькою мовою — консоль. Конструктивно кронштейн може виконуватися у вигляді самостійної деталі або багатодетальної конструкції з розкосими, а також у вигляді значного потовщення в базовій конструкції деталі. Механічний принцип дії — опір матеріалу на згинання і зсув.